# Sabine Pegoraro
Sabine Pegoraro (* 18. März 1958 in Basel; heimatberechtigt in Basel und Wädenswil) ist eine Schweizer Politikerin (FDP). Sie gehörte von 2003 bis 2019 dem basellandschaftlichen Regierungsrat an und stand zuletzt der Bau- und Umweltschutzdirektion vor.

## Werdegang, Berufliche Tätigkeiten
Sabine Pegoraro studierte Rechtswissenschaft an der Universität Basel und schloss 1982 mit dem Lizenziat ab. 1987 erwarb sie das solothurnische Fürsprecherpatent, 1992 promovierte sie. Von 1987 bis 2003 war Pegoraro als Anwältin tätig, zuletzt selbstständigerwerbend. Im September 2019 trat sie als Partnerin der Kanzlei SwissLegal Dürr + Partner, Basel bei.

## Politische Laufbahn
Sabine Pegoraro startete ihre politische Karriere in der Justiz als Bezirksrichterin in Arlesheim (1994–1997). Von 1995 bis 2002 war sie Mitglied der Parteileitung der FDP Baselland, in den letzten zwei Jahren deren Präsidentin. Von 1998 bis zu ihrer Wahl in den Regierungsrat 2003 gehörte sie dem Baselbieter Landrat an. 2005 wurde sie in die erweiterte Parteileitung der FDP Schweiz aufgenommen.
Im Jahre 2003 wurde sie in den Regierungsrat gewählt, bei den Wahlen 2007, 2011 und 2015 im Amt bestätigt. Von 2003 bis 2011 war sie Vorsteherin der Sicherheitsdirektion (ehemals Justiz-, Polizei- und Militärdirektion). Von Juli 2011 bis Juli 2019 leitete sie die Bau- und Umweltschutzdirektion. 2007/2008 präsidierte sie zum ersten Mal den Regierungsrat des Kantons Basel-Landschaft. Für 2012/2013 wurde sie mit einem sehr guten Resultat zum zweiten Mal zur Regierungspräsidentin gewählt, 2017/2018 zum dritten Mal.
2019 trat sie nach 16 Jahren in der Regierung nicht mehr an den Wahlen an und wechselte im September 2019 wieder in die Advokatur zurück.

## Privates
Sabine Pegoraro ist verheiratet und Mutter eines erwachsenen Sohnes (1993). Sie lebt in Pfeffingen.